# 메흐메트 2세
메흐메트 2세(오스만 튀르크어: محمد ثانى, 튀르키예어: II. Mehmet, 1432년 3월 30일 - 1481년 5월 3일)는 오스만 제국의 제7대 술탄이며, 처음으로 카이사르와 칼리프의 칭호를 쓴 인물이다. 1444년부터 1446년까지 짧은 기간 통치하다가 퇴위되고 1451년부터 다시 즉위하여 1481년에 죽을 때까지 집권하였다. 그는 젊은 나이에 콘스탄티노폴리스를 함락시키고 동로마 제국을 멸망시켰으며 오스만 제국의 판도를 대폭 넓혀 ‘정복자(Fatih)’란 별명으로 불렸다.

## 생애

### 초창기
메흐메트 2세는 1432년 3월 30일 당시 오스만 제국의 수도인 에디르네에서 술탄 무라트 2세의 셋째 아들로 태어났다. 어머니는 당시 세르비아의 흄 지방(현재의 보스니아 헤르체고비나) 출신의 그리스도인 노예로 알려져 있다. 태어난 지 2년 만에 메흐메트는 맏형이 총독으로 있던 소아시아의 도시 아마시아로 옮겨갔다. 3년 뒤 메흐메트가 다섯 살이 되었을 때 맏형이 죽자 그의 뒤를 이어 아마시아의 총독에 임명되었다. 나중에 둘째형이 아마시아 총독으로, 메흐메트는 마니사 총독으로 바뀌었다. 1443년 둘째형이 죽자 메흐메트는 술탄의 계승자가 되었고 다음해 아버지 무라트 2세는 아나톨리아의 카라만 연합군과 평화협정을 맺고나서 돌연 은퇴를 선언하고 12살의 메흐메트에게 술탄의 지위를 넘겨주고 남부 아나톨리아도 돌아가서 은둔했다.
할릴 파샤는 무라트가 다시 돌아와 헝가리군과 싸워주길 바랐는데 무라트는 처음에는 거절했다. 무라트 때에 재상으로 유임한 할릴 파샤는 결국 이런 편지를 아버지에게 썼다고 한다.
| “ | 당신이 술탄이시거든, 돌아와 당신의 군대를 이끌어주소서. 만약 내가 술탄이라면 지금 당신에게 술탄으로서 명령하노니, 돌아와 나의 군대를 이끌어주시오. | ” |

결국 무라트는 전장으로 돌아와 1444년 바르나 전투에서 대승을 거두게 되고 2년 후 아들 메흐메트를 퇴위시키고 다시 술탄에 복귀한다. 그러한 무라트 복귀의 배후에는 재상 할릴 파샤가 있었다고 하는데 그와 메흐메트는 서로 반목했다고 전해지며 나중에 할릴 파샤는 메흐메트가 다시 정권을 잡고 콘스탄티노폴리스를 공격할 때 동로마 측으로부터 뇌물을 받은 죄로 처형당했다.
퇴위당한 메흐메트는 수도에서 멀리 떨어진 마니사에 머물면서 남색과 여색을 불문하고 난행에 젖어 지내는 것으로 이름을 날렸다고 한다.(확실치 않음)

### 동로마 제국 정복

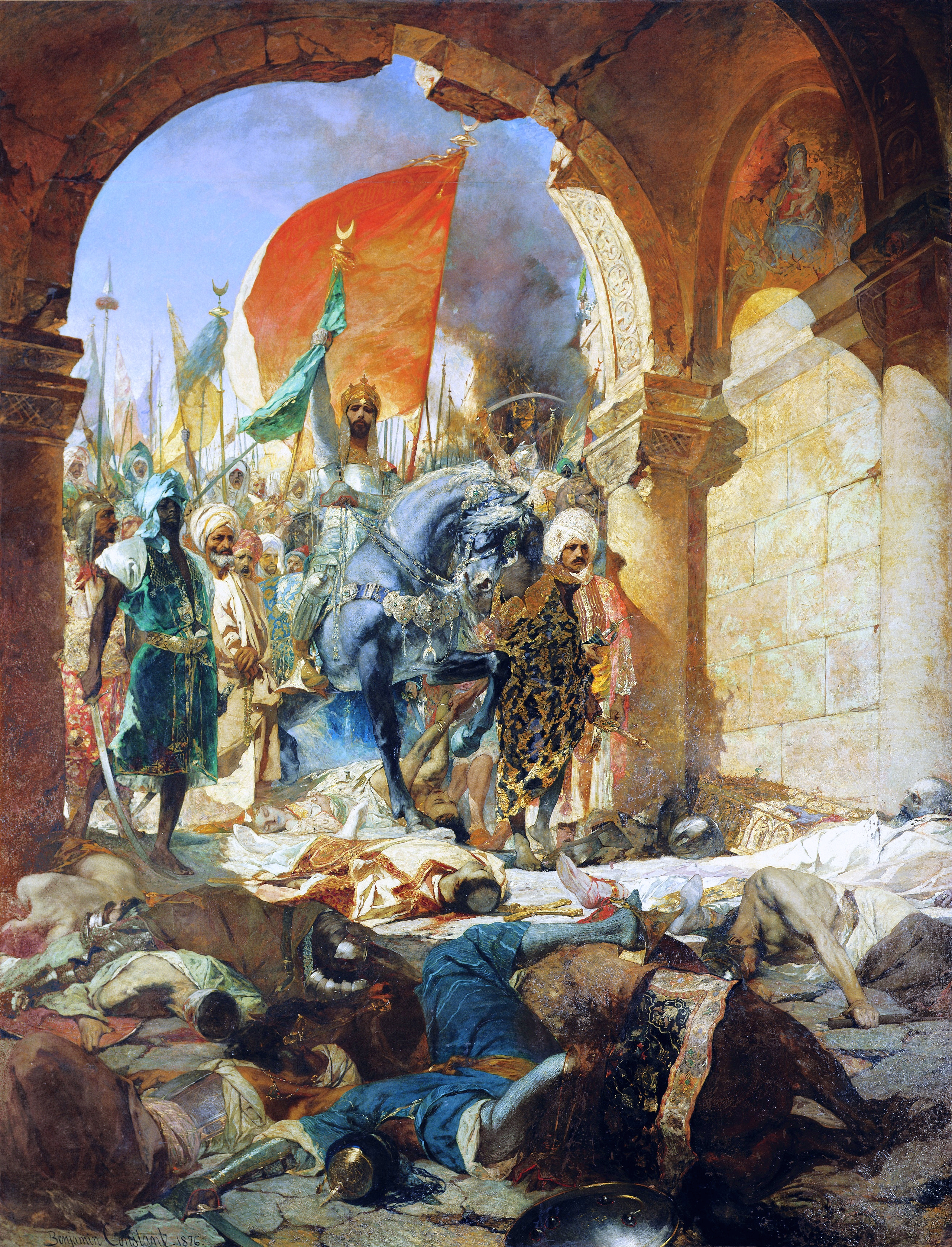
콘스탄티노플로 입성하는 메흐메트 2세

1451년 아버지 무라트가 죽자, 그는 다른 형제들을 죽이고 정식으로 다시 술탄에 즉위했다. 두 번째로 치세를 시작하면서 아나톨리아 내륙부에 있던 카라만 제후국을 격파하고, 1452년 귀환하던 도중 보스포루스 해협에 루멜리 히사르(Rumelihisari, '유럽의 성')라는 요새를 건설하고 동로마 제국을 압박했다.
1453년 재상 할릴 파샤의 반대를 물리치고 출병한 그는 콘스탄티노플을 공략하여 동로마 제국을 멸망시켜 역사의 무대에서 끌어내렸다. 제국을 정복한 이후 그는 다시 아나톨리아와 발칸반도에 남아있던 비잔틴계 제후국들을 차례차례 정복하기 시작하였는데, 1460년 펠로폰네소스의 모레아, 1461년에는 아나톨리아 북서부에 있던 200년간 존속하던 비잔틴계 국가 트라페주스 제국을 차례로 멸망시켰다.
콘스탄티노플 정복 이후 메흐메트는 자신이 새로운 로마 제국의 황제로 자처하고 나섰다. 330년 로마 제국의 수도가 로마에서 콘스탄티노플로 바뀌었고 동로마 제국이 로마 제국을 계승하였기 때문에 이를 점령한 자신에게 로마 황제의 권한이 있다는 것이다. 그러나 이미 800년에 샤를마뉴가 교황 레오 3세로부터 서로마 제국의 황제로 임명된 데다가, 동프랑크 왕 오토 1세는 교황으로부터 신성로마제국의 황제로 임명되었으며, 모스크바 대공국이 스스로를 제3의 로마로 선언하면서 러시아 제국으로 승격하였기 때문에 메흐메트의 주장은 빛을 잃게 된다.(이것은 러시아가 동로마의 마지막 공주와 결혼한 것과 동로마의 동방정교를 계승한 것을 근거로 선언한 것이다.)

### 아시아와 유럽의 정복
발칸반도에서는 베네치아 공화국 등 유럽의 여러 나라와 싸워 펠로폰네소스반도와 세르비아를 정복했다. 이후 그의 관심은 아나톨리아 지방으로 쏠렸다. 아나톨리아에서는 룸 셀주크 왕조의 해체 이래 각지에 할거한 여러 제후국을 정복하고 현재의 터키 공화국의 국토라 할 수 있는 아나톨리아 전부를 손안에 넣었다.
1475년에는 크림반도에 할거하던 몽골 제국의 후예국가인 크리미아 칸국을 복속시키고 흑해를 오스만 제국의 바다로 만들었다. 30년에 걸친 두 번의 치세에 이르러 메흐메트 2세는 콘스탄티노폴리스와 발칸반도의 여러 왕국, 아나톨리아의 튀르크계 여러 세력을 정복해 오스만 제국의 세력을 급속도로 확대시켰다. 이로 인해 오스만 왕조는 제국이라 불릴 수 있는 내실을 획득할 수 있었다.
콘스탄티노폴 함락에 성공한후 메흐메트는 자신이 로마 제국 황제의 계승자라고 믿었다. 그래서 1480년 이탈리아반도를 침공하여 오트란토(Otranto)를 점령하여 주민들을 학살했다. 그는 이곳을 거점으로 삼아 이탈리아를 점령한후 로마 제국을 재건하려 했다. 그러나 알바니아에서 반란이 발생한데다가 오스만 군은 유럽의 강력한 저항에 봉착했다. 이와달리 발칸 지방에서는 작은 군주국을 제압하는 데 성공하여 오스만 제국의 세력을 발칸지방으로 확대하고 베오그라드까지 진출했다. 이후 1481년 이집트 원정을 나섰다가 사망했다. 그가 사망하자 오스만군은 이탈리아반도에서 퇴각하였다.

### 내정
내정면에서는 수도를 종래의 에디르네에서 새롭게 정복한 콘스탄티노폴리스로 옮기고 그곳에 무슬림을 대거 불러모아 살게 하면서 동로마 제국 시대부터 살아왔던 동방 정교회 교도와 서방으로부터 온 가톨릭교도, 아르메니아 정교도나 유대인도 살게 했고, 모스크와 상업시설 등의 인프라를 건설해 이스탄불이란 새로운 이름으로 붙여진 이 도시를 부활시키는 데 심혈을 기울였다. 또한 관습법이나 법령을 집대성한 《카눈나메》라 불리는 법전을 편찬하고, 카프쿠르라 불리는 자식같은 군인관료를 재상이나 주지사 등의 고관으로 임용하면서 오스만 제국의 중앙집권적인 통치기구를 정비했다.

## 군주평
메흐메트 2세 자신은 페르시아어로 시를 짓고, 아라비아어로 풀이할 정도로 경건하고 교양있는 무슬림이었으나, 동시에 전통적인 이슬람 문화만을 고집하는 마음을 갖지 않아 이탈리아의 인문주의자와 예술가를 모았고, 자신의 초상화를 베네치아 출신의 화가 젠틸레 벨리니에게 그리게 하는 등 고전적인 이슬람 국가의 이미지에 머물지 않고 세계적인 제국의 군주로써 군림했다.